# Khubi
Khubi war ein Längenmaß in der Mongolei. 
- 1 Khubi = 36 Aldan =  57,6 Meter
- 10 Khubi = 1 Gatsar
  - 1 Aldan = 5 Thokhol/Tochoy/Chi = 1,6 Meter